# Денгизих
Денгизеріх (Dengizich, Dengesich, Denghizik, д. грец.: Δεγγιζίχ) (430–468) — каган (правитель) групи гунських племен, що мешкали на теренах сучасної України. Один з багатьох синів правителя гунів Аттіли й вождь акацирів.
Очолюючи Західну частину імперії гунів протягом 15 років за період з 454 до 469 року, Денгизих став лютим месником за смерть свого батька Аттіли і брата Елака. Був переконаний, що потрібно захопити Константинополь, й здійснював постійні військові напади на Візантію.
Після смерті батька, 454 року Денгизих зазнав поразки від короля гепідів Ардаріха в битві при річці Недао в Паннонії, де його старший брат Елак був убитий. Потім він відвів свої війська, разом зі іншими братами, до узбережжя Чорного моря, де проводили часті напади проти остготів і римлян (Східна Римська імперія).
Пізніше, покинувши межі імперії гунів з кочовим гуннським племенем, яких називали акацири (Akatziroi або Agatiri), та якими до нього правив Карадах. Денгизих очолив Західну частину колишньої держави гунів часів Аттіли. Деякі історики називають цю «орду Денгізіха», як ранню форму народження хазарського каганату. Основний і самий вірний контингент його військ становила невелика частина сарматів, булгарів і їх союзників гунів.
У часи царювання Денгизиха, він керував родовими общинами оногурів, утигурів (Saragurite Utigurite). Посли Візантії пропонували прийняти їх до імперії як противагу та захисників кордонів від аварського наступу на Захід.
466 року Денгизих розпочав військові дії проти Візантії, але таке його рішення не було підтримано його братом Ернаком. 467 року Денгизих переправився через Дунай і вступив в землі Візантійської імперії і обклав даниною місцеве населення.
Відмова від оплати цієї данини стала початком «Дунайської війни» 468 року — в якій каган Денгизих був убитий, а його війська були вигнані з земель Візантійської імперії. Вбито його було 469 року у Фракії у битві із римським генералом Анагастом (з готів Теодоріха Великого), а голову привезено до Константинополя, щоб показати імператору. Після смерті кагана Денгизиха закінчилась епоха Великої держави гунів.